# Pont-Péan
Pont-Péan är en kommun i departementet Ille-et-Vilaine i regionen Bretagne i nordvästra Frankrike. Kommunen ligger i kantonen Bruz som tillhör arrondissementet Rennes. År 2022 hade Pont-Péan 4 289 invånare.

## Befolkningsutveckling
Antalet invånare i kommunen Pont-Péan
Referens:INSEE